# Nati nel 1962/Agosto
| Questa pagina contiene informazioni ricavate automaticamente dalle voci biografiche con l'ausilio del template Bio e di un bot. L'aggiornamento è periodico e automatico e ricostruisce completamente la pagina. Se manca una persona in questa lista, sei pregato di non aggiungerla, ma accertati piuttosto che la sua voce biografica contenga il template Bio e che i dati anagrafici siano correttamente compilati. Se il template Bio manca, inseriscilo tu stesso o, in alternativa, metti l'avviso {{tmp\|Bio}} che ne segnala la mancanza. Se i dati riportati sono sbagliati, correggi direttamente la voce biografica; le modifiche saranno visibili in questa lista entro pochi giorni. Per chiarimenti vedi il progetto biografie. La lista contiene solo le 293 persone che sono citate nell'enciclopedia e per le quali è stato implementato correttamente il template Bio. Pagina aggiornata al 18 ago 2025. |

- 1º agosto - Greg Bell, ex giocatore di football americano statunitense
- 1º agosto - Jesse Borrego, attore statunitense
- 1º agosto - Peter Braun, mezzofondista tedesco
- 1º agosto - Franco Forte, scrittore, sceneggiatore e giornalista italiano
- 1º agosto - Božidar Iskrenov, ex calciatore bulgaro
- 1º agosto - Jacob Matlala, pugile sudafricano († 2013)
- 1º agosto - Liliana Năstase, ex multiplista rumena
- 1º agosto - Thomas Jay Ryan, attore statunitense
- 1º agosto - Luca Tarlazzi, illustratore e fumettista italiano
- 1º agosto - Gertjan Verbeek, allenatore di calcio e ex calciatore olandese
- 2 agosto - Maram al-Masri, poetessa e scrittrice siriana
- 2 agosto - Giovanna Casotto, fumettista e illustratrice italiana
- 2 agosto - Rob LaBelle, attore statunitense
- 2 agosto - Vito Leccese, politico italiano
- 2 agosto - Lee Mavers, chitarrista e cantante inglese
- 2 agosto - Walter Perazzo, allenatore di calcio e ex calciatore argentino
- 2 agosto - Satu Silvo, attrice finlandese
- 2 agosto - Cynthia Stevenson, attrice statunitense
- 2 agosto - Tam Ah Fook, ex calciatore e ex giocatore di calcio a 5 hongkonghese
- 2 agosto - Roberto Tomassini, ex ciclista su strada sammarinese
- 2 agosto - Robert Wilkie, avvocato e politico statunitense
- 3 agosto - Doris Bures, politica austriaca
- 3 agosto - Ahmet Çakar, ex arbitro di calcio e giornalista turco
- 3 agosto - Daniele Conti, ex calciatore italiano
- 3 agosto - Andrea Cozzolino, politico italiano
- 3 agosto - György Freppán, ex calciatore e ex giocatore di calcio a 5 ungherese
- 3 agosto - Abdo Khal, scrittore saudita
- 3 agosto - Walter Kirn, scrittore statunitense
- 3 agosto - Tiina Lehtola, ex saltatrice con gli sci e calciatrice finlandese
- 3 agosto - Bryan Leturgez, bobbista statunitense
- 3 agosto - Stephen Marmion Lowe, vescovo cattolico neozelandese
- 3 agosto - Fátima Noya, doppiatrice e attrice teatrale brasiliana
- 3 agosto - Tsutomu Sakamoto, ex pistard giapponese
- 3 agosto - Willie Simmons, ex cestista statunitense
- 3 agosto - Alberto Tous, ex tennista spagnolo
- 4 agosto - Salvatore Bonafede, compositore e pianista italiano
- 4 agosto - Roger Clemens, ex giocatore di baseball statunitense
- 4 agosto - Filippo Corsini, giornalista e conduttore radiofonico italiano
- 4 agosto - Livio Cotrozzi, scrittore italiano
- 4 agosto - Kajsa Ernst, attrice svedese
- 4 agosto - David Graham, ex tennista australiano
- 4 agosto - Jim Hagedorn, politico statunitense († 2022)
- 4 agosto - Yoshihiro Kitazawa, ex pattinatore di velocità su ghiaccio giapponese
- 4 agosto - Marco Lacarra, politico italiano
- 4 agosto - Lori Lightfoot, politica statunitense
- 4 agosto - Bojan Prešern, ex canottiere sloveno
- 4 agosto - Jáchym Topol, scrittore ceco
- 5 agosto - Cristina Ariagno, pianista italiana
- 5 agosto - Emmanuel Chain, imprenditore e giornalista francese
- 5 agosto - Ron Emory, chitarrista statunitense
- 5 agosto - Patrick Ewing, ex cestista e allenatore di pallacanestro giamaicano
- 5 agosto - Eric Geboers, pilota motociclistico belga († 2018)
- 5 agosto - William Roberts, ex giocatore di football americano statunitense
- 5 agosto - Otis Thorpe, ex cestista statunitense
- 6 agosto - Gregory Chamitoff, ex astronauta e ingegnere statunitense
- 6 agosto - Edith Gufler, ex tiratrice a segno italiana
- 6 agosto - Marc Lavoine, attore e cantante francese
- 6 agosto - Steven Lee, ex sciatore alpino australiano
- 6 agosto - Salvatore Raiti, militare italiano († 1982)
- 6 agosto - Stefan Sagmeister, grafico e tipografo austriaco
- 6 agosto - Pekka Vapaavuori, architetto finlandese
- 6 agosto - Michelle Yeoh, attrice malaysiana
- 7 agosto - Adriano Baffi, dirigente sportivo, ex ciclista su strada e pistard italiano
- 7 agosto - Kyryll Bol'šakov, ex cestista, allenatore di pallacanestro e dirigente sportivo ucraino
- 7 agosto - Alison Brown, suonatrice di banjo, chitarrista e cantautrice statunitense
- 7 agosto - Albertino, disc jockey, conduttore radiofonico e personaggio televisivo italiano
- 7 agosto - Monica Esposito, storica delle religioni, traduttrice e sinologa italiana († 2011)
- 7 agosto - Tony Fiore, ex hockeista su ghiaccio e procuratore sportivo canadese
- 7 agosto - José Moreno Hernández, ex astronauta e ingegnere statunitense
- 7 agosto - Bruno Pelletier, cantante canadese
- 7 agosto - Alain Robert, arrampicatore francese
- 7 agosto - Michael Weikath, chitarrista tedesco
- 8 agosto - Damian Halata, allenatore di calcio e ex calciatore tedesco orientale
- 8 agosto - Kool Moe Dee, rapper statunitense
- 8 agosto - Ralph Rieckermann, bassista tedesco
- 8 agosto - Michele Russo, attore e regista italiano
- 8 agosto - Gianluca Santopietro, autore di giochi, direttore artistico e grafico italiano
- 8 agosto - Andrej Savel'ev, politico russo
- 8 agosto - Zsolt Semjén, politico ungherese
- 8 agosto - Oliver Stokowski, attore tedesco
- 8 agosto - Peter Zeidler, allenatore di calcio tedesco
- 9 agosto - Franco Albanesi, ex giocatore di calcio a 5 e allenatore di calcio a 5 italiano
- 9 agosto - Elisabetta Armiato, ballerina italiana
- 9 agosto - Giancarlo Bonomo, critico d'arte italiano
- 9 agosto - Oscar Crino, ex calciatore e ex giocatore di calcio a 5 australiano
- 9 agosto - Silvio Grappasonni, ex golfista italiano
- 9 agosto - Captain Hollywood, rapper, ballerino e coreografo statunitense
- 9 agosto - Annegret Kramp-Karrenbauer, politica tedesca
- 9 agosto - Louis Lipps, ex giocatore di football americano statunitense
- 9 agosto - Kevin Mack, ex giocatore di football americano statunitense
- 9 agosto - Gianvito Martino, neuroscienziato italiano
- 9 agosto - Maurizio Tremul, politico sloveno
- 9 agosto - Hot Rod Williams, cestista statunitense († 2015)
- 10 agosto - Gianpiero Bocci, politico italiano
- 10 agosto - Thomas Brunner, allenatore di calcio e ex calciatore tedesco
- 10 agosto - Fabio Camilli, attore italiano
- 10 agosto - Suzanne Collins, scrittrice e sceneggiatrice statunitense
- 10 agosto - Julia Fordham, cantautrice britannica
- 10 agosto - Jari Helle, allenatore di hockey su ghiaccio e hockeista su ghiaccio finlandese († 2017)
- 10 agosto - Zachary Hietala, chitarrista finlandese
- 10 agosto - Toshio Kakei, attore giapponese
- 10 agosto - Tatjana Mlečenkova, ex cestista bulgara
- 10 agosto - Alan Muraoka, attore e regista statunitense
- 10 agosto - Michelangelo Rampulla, allenatore di calcio e ex calciatore italiano
- 10 agosto - Gregory Sun, ex bobbista trinidadiano
- 10 agosto - Hesham Yakan, ex calciatore egiziano
- 11 agosto - Brian Azzarello, fumettista e scrittore statunitense
- 11 agosto - Charles Cecil, autore di videogiochi britannico
- 11 agosto - Jonathan Hayes, ex giocatore di football americano e allenatore di football americano statunitense
- 11 agosto - Hong Kyung-pyo, direttore della fotografia sudcoreano
- 11 agosto - Andrea Mandelli, politico e farmacista italiano
- 11 agosto - Rob Minkoff, regista statunitense
- 11 agosto - Ennis Whatley, ex cestista statunitense
- 12 agosto - Robin Corsiglia, ex nuotatrice canadese
- 12 agosto - Egil Fjetland, ex calciatore norvegese
- 12 agosto - Juan Galeano, ex calciatore colombiano
- 12 agosto - Enrico Gasbarra, politico italiano
- 12 agosto - Shigetatsu Matsunaga, ex calciatore giapponese
- 12 agosto - Domenico Messina, ex arbitro di calcio italiano
- 12 agosto - Niki Rüttimann, ex ciclista su strada e ciclocrossista svizzero
- 13 agosto - Danilo Di Veglia, vigile del fuoco italiano († 2001)
- 13 agosto - Lady Bunny, cantante, attore e personaggio televisivo statunitense
- 13 agosto - Marcello Novaes, attore brasiliano
- 13 agosto - Gracia Querejeta, regista e sceneggiatrice spagnola
- 13 agosto - Pius Schwizer, cavaliere svizzero
- 13 agosto - Luca Semeraro, doppiatore, direttore del doppiaggio e dialoghista italiano
- 13 agosto - Adam Shand, scrittore e giornalista australiano
- 13 agosto - John Slattery, attore e regista statunitense
- 13 agosto - Manuel Valls, politico francese
- 14 agosto - Gustavo Alfaro, allenatore di calcio e ex calciatore argentino
- 14 agosto - Riccardo Battocchio, vescovo cattolico italiano
- 14 agosto - Horst Bulau, ex saltatore con gli sci canadese
- 14 agosto - Sergio Cosentino, cabarettista e autore televisivo italiano
- 14 agosto - Ikililou Dhoinine, politico comoriano
- 14 agosto - Jeff Farmer, wrestler statunitense
- 14 agosto - Toño Hernández, allenatore di calcio e ex calciatore spagnolo
- 14 agosto - Seija Hyytiäinen, ex biatleta finlandese
- 14 agosto - Igors Meļņiks, ex cestista lettone
- 14 agosto - Steve Reevis, attore statunitense († 2017)
- 15 agosto - Benni Atria, montatore italiano
- 15 agosto - Christian Bollini, ex sciatore alpino sammarinese
- 15 agosto - Tatiana Capote, attrice venezuelana
- 15 agosto - Moreno Mannini, ex calciatore italiano
- 15 agosto - Pedro Silva Pereira, politico portoghese
- 15 agosto - Stefano Tumidei, critico d'arte italiano († 2008)
- 15 agosto - Takashi Ukaji, attore giapponese
- 15 agosto - David Zayas, attore portoricano
- 16 agosto - Christian Cameron, scrittore canadese
- 16 agosto - Robin Campillo, regista, sceneggiatore e montatore francese
- 16 agosto - Steve Carell, attore, comico e sceneggiatore statunitense
- 16 agosto - Hussein Farrah Aidid, politico e militare somalo
- 16 agosto - Domenico Giani, poliziotto e militare italiano
- 16 agosto - Bill Martin, ex cestista statunitense
- 16 agosto - Geovanny Mera, ex calciatore ecuadoriano
- 16 agosto - Grégoire de Mevius, pilota di rally belga
- 17 agosto - Nicholas Blane, attore britannico
- 17 agosto - Daniele Ciprì, regista, sceneggiatore e direttore della fotografia italiano
- 17 agosto - Gilby Clarke, chitarrista e cantante statunitense
- 17 agosto - Claudio Coccoluto, disc jockey italiano († 2021)
- 17 agosto - Hiroshi Gamō, fumettista giapponese
- 17 agosto - John Marshall Jones, attore statunitense
- 17 agosto - Pierre Sanoussi-Bliss, attore e regista tedesco
- 17 agosto - Roland Schröder, ex canottiere tedesco
- 17 agosto - Michael Wilder, scacchista statunitense
- 17 agosto - Evgenïý Yarovenko, allenatore di calcio e ex calciatore sovietico
- 18 agosto - Dan Brouillette, politico e imprenditore statunitense
- 18 agosto - Felipe Calderón, politico messicano
- 18 agosto - Carlos Carrera, regista messicano
- 18 agosto - Sandra Farmer-Patrick, ex ostacolista giamaicana
- 18 agosto - Juan Carlos Justes, ex calciatore spagnolo
- 18 agosto - Noam Kaniel, cantante e compositore israeliano
- 18 agosto - Camillo Langone, opinionista e scrittore italiano
- 18 agosto - Brian Martin, ex cestista statunitense
- 18 agosto - Hólger Quiñónez, ex calciatore ecuadoriano
- 18 agosto - César Salinas, dirigente sportivo boliviano († 2020)
- 18 agosto - Brian Schmetzer, allenatore di calcio e ex calciatore statunitense
- 18 agosto - Adam Storke, attore statunitense
- 19 agosto - Marco Bizzarri, dirigente d'azienda italiano
- 19 agosto - Angelo Debarre, chitarrista francese
- 19 agosto - Rosario Iozia, carabiniere italiano († 1987)
- 19 agosto - Valérie Kaprisky, attrice francese
- 19 agosto - Bernd Lucke, politico e economista tedesco
- 19 agosto - Michael Massimino, ex astronauta e ingegnere statunitense
- 19 agosto - U Eun-gyeong, ex cestista sudcoreana
- 19 agosto - Zhao Shigang, ex giocatore di calcio a 5 cinese
- 19 agosto - Dragutin Čelić, allenatore di calcio e ex calciatore croato
- 20 agosto - Sophie Aldred, attrice britannica
- 20 agosto - Fathi Bashagha, politico e ex militare libico
- 20 agosto - Geoffrey Blake, attore statunitense
- 20 agosto - Salvatore Camporeale, generale italiano
- 20 agosto - Steve Daines, politico statunitense
- 20 agosto - Rajko Lotrič, ex saltatore con gli sci jugoslavo
- 20 agosto - James Marsters, attore, cantante e chitarrista statunitense
- 20 agosto - Brigitte Nansoz, ex sciatrice alpina svizzera
- 20 agosto - Vittorio Pavesio, fumettista e editore italiano
- 20 agosto - Ken Ruettgers, ex giocatore di football americano statunitense
- 20 agosto - Carlos Tapia, ex calciatore argentino
- 20 agosto - Jon Unzaga, ex ciclista su strada spagnolo
- 20 agosto - Willie White, ex cestista statunitense
- 21 agosto - Dominique Abel, regista e scrittrice francese
- 21 agosto - Nick Becattini, cantante, musicista e chitarrista italiano († 2024)
- 21 agosto - Scott Bessent, imprenditore statunitense
- 21 agosto - Cleo King, attrice e cantante statunitense
- 21 agosto - Jon Korfas, ex cestista e allenatore di pallacanestro statunitense
- 21 agosto - Tsutomu Miyazaki, serial killer giapponese († 2008)
- 21 agosto - David Morales, disc jockey e produttore discografico statunitense
- 21 agosto - Lucia Pagano, dirigente pubblica italiana
- 21 agosto - Gilberto Santa Rosa, cantante portoricano
- 21 agosto - Jeff Stryker, ex attore pornografico statunitense
- 22 agosto - Viktor Bryzgin, ex velocista sovietico
- 22 agosto - Kate Christensen, scrittrice statunitense
- 22 agosto - Claudia Penoni, attrice, doppiatrice e comica italiana
- 22 agosto - Farhad Rachidi, ingegnere iraniano
- 22 agosto - Antonio Reyes, cestista messicano († 2019)
- 22 agosto - Stefano Tilli, ex velocista italiano
- 23 agosto - Nicolas Cuche, sceneggiatore, regista e attore francese
- 23 agosto - Tamao Hayashi, doppiatrice giapponese
- 23 agosto - Dean Karnazes, ultramaratoneta statunitense
- 23 agosto - Hassan Mohamed, ex calciatore emiratino
- 23 agosto - Paula Toller, cantante e cantautrice brasiliana
- 23 agosto - Viktor Zimin, politico russo († 2020)
- 24 agosto - François Braun, politico francese
- 24 agosto - Martine Campi, ex cestista francese
- 24 agosto - Peter Eccles, ex calciatore irlandese
- 24 agosto - Craig Kilborn, attore e conduttore televisivo statunitense
- 24 agosto - David Koechner, attore, comico e musicista statunitense
- 24 agosto - Lourdes Lozano, ex schermitrice messicana
- 24 agosto - Petar Novák, ex calciatore cecoslovacco
- 24 agosto - Emile Roemer, politico olandese
- 24 agosto - Ali Smith, scrittrice britannica
- 24 agosto - Mary Weber, ex astronauta e ingegnere statunitense
- 25 agosto - Theresa Andrews, ex nuotatrice statunitense
- 25 agosto - Tommy Blacha, sceneggiatore statunitense
- 25 agosto - Māris Bružiks, ex triplista lettone
- 25 agosto - Vivian Campbell, chitarrista britannico
- 25 agosto - Romano Galvani, ex calciatore italiano
- 25 agosto - Alexander Graf, scacchista tedesco
- 25 agosto - Marienetta Jirkowsky, attivista tedesca († 1980)
- 25 agosto - Victor Löw, attore olandese
- 25 agosto - Taslima Nasreen, scrittrice bangladese
- 25 agosto - Rusty Schwimmer, attrice statunitense
- 25 agosto - Ana Wagener, attrice spagnola
- 25 agosto - Michael Zorc, ex calciatore e dirigente sportivo tedesco
- 26 agosto - Jos van Aert, ex ciclista su strada olandese
- 26 agosto - Christian Backs, allenatore di calcio e ex calciatore tedesco orientale
- 26 agosto - Senad Bašić, attore bosniaco
- 26 agosto - Roger Kingdom, ex ostacolista statunitense
- 26 agosto - Umberto Lucentini, giornalista italiano
- 26 agosto - Meryem del Marocco, principessa marocchina
- 26 agosto - Ṭāriq Ramaḍān, saggista e teologo svizzero
- 26 agosto - Jouko Salomäki, ex lottatore finlandese
- 26 agosto - Sri Mulyani Indrawati, economista e politica indonesiana
- 27 agosto - Glenys Bakker, giocatrice di curling canadese
- 27 agosto - Sjón, scrittore, poeta e paroliere islandese
- 27 agosto - Dean Devlin, sceneggiatore, produttore cinematografico e regista statunitense
- 27 agosto - Manfred Linzmaier, allenatore di calcio e ex calciatore austriaco
- 27 agosto - Vic Mignogna, doppiatore e musicista statunitense
- 27 agosto - Adam Oates, ex hockeista su ghiaccio e allenatore di hockey su ghiaccio canadese
- 27 agosto - Lillo, attore italiano
- 27 agosto - Fabrice Poullain, ex calciatore francese
- 27 agosto - Jānis Straume, politico lettone († 2024)
- 27 agosto - Sarah Wiener, politica e imprenditrice tedesca
- 28 agosto - Paul Allen, ex calciatore inglese
- 28 agosto - Flavio Destro, allenatore di calcio e ex calciatore italiano
- 28 agosto - David Fincher, regista, produttore cinematografico e produttore televisivo statunitense
- 28 agosto - Ljubisav Luković, ex cestista e allenatore di pallacanestro serbo
- 28 agosto - Melissa Rosenberg, sceneggiatrice statunitense
- 28 agosto - Duncan Shearer, allenatore di calcio e ex calciatore scozzese
- 28 agosto - David Zuckerman, sceneggiatore e produttore televisivo statunitense
- 29 agosto - Marco Abate, matematico italiano
- 29 agosto - Carl Banks, ex giocatore di football americano statunitense
- 29 agosto - Edward Allen Bernero, sceneggiatore, produttore televisivo e regista statunitense
- 29 agosto - Paola Frani, stilista italiana
- 29 agosto - Jutta Kleinschmidt, ex pilota di rally tedesca
- 29 agosto - Jorge Martínez, dirigente sportivo e pilota motociclistico spagnolo
- 29 agosto - Colin Ross, ex calciatore scozzese
- 29 agosto - Raúl Sendic Rodríguez, politico uruguaiano
- 30 agosto - François Delecour, pilota di rally francese
- 30 agosto - Betty Molteni, ex mezzofondista italiana
- 30 agosto - Claudio Moscardelli, politico italiano
- 30 agosto - Elizabeth Popper, tennistavolista venezuelana
- 30 agosto - Bernard Thompson, ex cestista e allenatore di pallacanestro statunitense
- 31 agosto - Janice Atkinson, politica britannica
- 31 agosto - Dee Bradley Baker, doppiatore statunitense
- 31 agosto - Nicolas Brouwet, vescovo cattolico francese
- 31 agosto - Bartolomej Juraško, ex calciatore cecoslovacco
- 31 agosto - Christophe Leclercq, imprenditore francese
- 31 agosto - Eduard Müller, politico austriaco
- 31 agosto - Shag, artista e pittore statunitense
- 31 agosto - Mike Smrek, ex cestista canadese
- 31 agosto - Tom Suozzi, politico statunitense
- 31 agosto - Giovanni Veronesi, sceneggiatore, regista e conduttore radiofonico italiano
- 31 agosto - Ted Wheeler, politico statunitense